# AKB48第34張單曲選拔猜拳大會
AKB48第34張單曲選拔猜拳大會（日語：AKB48 34thシングル選抜じゃんけん大会，或又常稱為第四回猜拳大會），是日本女子偶像團體AKB48以猜拳的形式來決定第34張單曲唱片參與成員名單的選拔活動。這場猜拳大會在2013年9月18日在日本武道館舉行，也是該團體第四次舉辦同性質的選拔活動。比賽最終由活動當時隸屬SKE48 Team S（兼任AKB48 Team K）的松井珠理奈獲得勝利。

## 簡介
第四回猜拳大會的舉辦，最早是在2013年6月23日時於大阪舉行的《再見自由式》全国握手会中公布。
本次出場成員和上屆猜拳大會大致相同，除了AKB48正式成員（包含兼任AKB48的他團成員）可以直接參加本戰之外，AKB48的研究生以及沒有兼任AKB48的姐妹團體成員均須參加預備戰，勝出的成員可以作為代表參加本戰。
姐妹團體成員古畑奈和、矢倉楓子和兒玉遥由於在2013年開始兼任AKB48，因此是加入團體後首次免去參加預備戰，至於同時兼任AKB48和海外姐妹團體的高城亚樹、野澤玲奈和鈴木瑪莉亞同樣可以AKB48正式成員的身分直接參加本戰。相反，之前三屆均直接從本戰參加的多田愛佳因在去年從AKB48移籍至HKT48，因此需要從HKT48預備戰開始參加。移籍並專任海外姐妹團體的仲川遙香和宮澤佐江也不會參加本屆猜拳大會。

### 出場成員
AKB48
正規成員66名。
研究生4名 - 2013年7月6日，在AKB48劇場進行研究生抽選会以及舉行研究生預備戰，勝出者的4名在本戰出場。
SKE48
本戰出場成員8名
SKE48研究生預備戰 - 2013年7月2日，在SKE48劇場18時開始在通常公演完結後舉行。勝出者4名可獲得SKE48預備戰的出場權。
SKE48預備戰 - 2013年7月3日18時，正規成員44名和SKE48研究生預備戰勝出者4名合計48名。
NMB48
本戰出場成員8名
NMB48研究生預備戰- 2013年6月29日12時，在NMB48劇場進行抽選会。勝出者3名可獲得NMB48預備戰的出場權。
NMB48預備戰 - 2013年7月4日18時，正規成員43名和NMB48研究生預備戰勝出者3名合計46名進行抽選会。
HKT48
本戰出場成員3名
HKT48研究生預備戰 - 2013年7月6日18時，在HKT48劇場進行抽選会。勝出者4名可獲得HKT48預備戰的出場權。
HKT48予備戦 - 2013年7月10日18時，正規成員14名和HKT48研究生預備戰勝出者4名合計18名進行抽選会。

## 比賽流程
以下「研」為AKB48研究生、「難研」為NMB48研究生、「博研」為HKT48研究生、「上」則是SNH48成員。
出場辞退者以删除线表示。
| 區 | 1回戰 | 1回戰                 | 1回戰    | 2回戰                 | 3回戰                 | 4回戰                 | 半準決賽            | 準決賽              | 決賽                  |
| 區 | No.   | 姓名                  | 所屬隊伍 | 2回戰                 | 3回戰                 | 4回戰                 | 半準決賽            | 準決賽              | 決賽                  |
| -- | ----- | --------------------- | -------- | --------------------- | --------------------- | --------------------- | ------------------- | ------------------- | --------------------- |
| A  | 1 2   | 松井珠理奈 武藤十夢   | S/K K    | 松井珠理奈 矢倉楓子   | 松井珠理奈 島田晴香   | 松井珠理奈 鹈野瑞希   | 松井珠理奈 田野優花 | 松井珠理奈 平田梨奈 | 松井珠理奈 上枝恵美加 |
| A  | 3     | 矢倉楓子              | M/A      | 松井珠理奈 矢倉楓子   | 松井珠理奈 島田晴香   | 松井珠理奈 鹈野瑞希   | 松井珠理奈 田野優花 | 松井珠理奈 平田梨奈 | 松井珠理奈 上枝恵美加 |
| A  | 4 5   | 小林香菜 島田晴香     | K        | 島田晴香 横山由依     | 松井珠理奈 島田晴香   | 松井珠理奈 鹈野瑞希   | 松井珠理奈 田野優花 | 松井珠理奈 平田梨奈 | 松井珠理奈 上枝恵美加 |
| A  | 6     | 横山由依              | A        | 島田晴香 横山由依     | 松井珠理奈 島田晴香   | 松井珠理奈 鹈野瑞希   | 松井珠理奈 田野優花 | 松井珠理奈 平田梨奈 | 松井珠理奈 上枝恵美加 |
| A  | 7 8   | 小嶋真子 岩田華怜     | 4 A      | 小嶋真子 渡辺美優紀   | 小嶋真子 鹈野瑞希     | 松井珠理奈 鹈野瑞希   | 松井珠理奈 田野優花 | 松井珠理奈 平田梨奈 | 松井珠理奈 上枝恵美加 |
| A  | 9     | 渡辺美優紀            | N/B      | 小嶋真子 渡辺美優紀   | 小嶋真子 鹈野瑞希     | 松井珠理奈 鹈野瑞希   | 松井珠理奈 田野優花 | 松井珠理奈 平田梨奈 | 松井珠理奈 上枝恵美加 |
| A  | 10    | 鹈野瑞希              | 難研     | 鹈野瑞希 大和田南那   | 小嶋真子 鹈野瑞希     | 松井珠理奈 鹈野瑞希   | 松井珠理奈 田野優花 | 松井珠理奈 平田梨奈 | 松井珠理奈 上枝恵美加 |
| A  | 11    | 大和田南那            | 研       | 鹈野瑞希 大和田南那   | 小嶋真子 鹈野瑞希     | 松井珠理奈 鹈野瑞希   | 松井珠理奈 田野優花 | 松井珠理奈 平田梨奈 | 松井珠理奈 上枝恵美加 |
| B  | 12 13 | 竹内舞 石田晴香       | KII B    | 石田晴香 朝長美樱     | 朝長美樱 田野優花     | 田野優花 古畑奈和     | 松井珠理奈 田野優花 | 松井珠理奈 平田梨奈 | 松井珠理奈 上枝恵美加 |
| B  | 14    | 朝长美樱              | 博研     | 石田晴香 朝長美樱     | 朝長美樱 田野優花     | 田野優花 古畑奈和     | 松井珠理奈 田野優花 | 松井珠理奈 平田梨奈 | 松井珠理奈 上枝恵美加 |
| B  | 15    | 田野優花              | A        | 田野優花 村上文香     | 朝長美樱 田野優花     | 田野優花 古畑奈和     | 松井珠理奈 田野優花 | 松井珠理奈 平田梨奈 | 松井珠理奈 上枝恵美加 |
| B  | 16    | 村上文香              | M        | 田野優花 村上文香     | 朝長美樱 田野優花     | 田野優花 古畑奈和     | 松井珠理奈 田野優花 | 松井珠理奈 平田梨奈 | 松井珠理奈 上枝恵美加 |
| B  | 17 18 | 沖田彩華 高城亚樹     | M J/B    | 沖田彩華 小嶋菜月     | 沖田彩華 古畑奈和     | 田野優花 古畑奈和     | 松井珠理奈 田野優花 | 松井珠理奈 平田梨奈 | 松井珠理奈 上枝恵美加 |
| B  | 19    | 小嶋菜月              | B        | 沖田彩華 小嶋菜月     | 沖田彩華 古畑奈和     | 田野優花 古畑奈和     | 松井珠理奈 田野優花 | 松井珠理奈 平田梨奈 | 松井珠理奈 上枝恵美加 |
| B  | 20    | 古畑奈和              | E/K      | 古畑奈和 森田彩花     | 沖田彩華 古畑奈和     | 田野優花 古畑奈和     | 松井珠理奈 田野優花 | 松井珠理奈 平田梨奈 | 松井珠理奈 上枝恵美加 |
| B  | 21    | 森田彩花              | 難研     | 古畑奈和 森田彩花     | 沖田彩華 古畑奈和     | 田野優花 古畑奈和     | 松井珠理奈 田野優花 | 松井珠理奈 平田梨奈 | 松井珠理奈 上枝恵美加 |
| C  | 22 23 | 水埜帆乃香 永尾玛利亚 | E K      | 永尾玛利亚 森川彩香   | 森川彩香 阿部玛利亚   | 阿部玛利亚 北原里英   | 阿部玛利亚 平田梨奈 | 松井珠理奈 平田梨奈 | 松井珠理奈 上枝恵美加 |
| C  | 24    | 森川彩香              | A        | 永尾玛利亚 森川彩香   | 森川彩香 阿部玛利亚   | 阿部玛利亚 北原里英   | 阿部玛利亚 平田梨奈 | 松井珠理奈 平田梨奈 | 松井珠理奈 上枝恵美加 |
| C  | 25 26 | 前田亚美 高橋朱里     | K A      | 高橋朱里 阿部玛利亚   | 森川彩香 阿部玛利亚   | 阿部玛利亚 北原里英   | 阿部玛利亚 平田梨奈 | 松井珠理奈 平田梨奈 | 松井珠理奈 上枝恵美加 |
| C  | 27    | 阿部玛利亚            | K        | 高橋朱里 阿部玛利亚   | 森川彩香 阿部玛利亚   | 阿部玛利亚 北原里英   | 阿部玛利亚 平田梨奈 | 松井珠理奈 平田梨奈 | 松井珠理奈 上枝恵美加 |
| C  | 28 29 | 宮崎美穂 小林茉里奈   | K A      | 小林茉里奈 北原里英   | 北原里英 高橋南       | 阿部玛利亚 北原里英   | 阿部玛利亚 平田梨奈 | 松井珠理奈 平田梨奈 | 松井珠理奈 上枝恵美加 |
| C  | 30    | 北原里英              | K        | 小林茉里奈 北原里英   | 北原里英 高橋南       | 阿部玛利亚 北原里英   | 阿部玛利亚 平田梨奈 | 松井珠理奈 平田梨奈 | 松井珠理奈 上枝恵美加 |
| C  | 31    | 藤田奈那              | K        | 藤田奈那 高橋南       | 北原里英 高橋南       | 阿部玛利亚 北原里英   | 阿部玛利亚 平田梨奈 | 松井珠理奈 平田梨奈 | 松井珠理奈 上枝恵美加 |
| C  | 32    | 高橋南                | A        | 藤田奈那 高橋南       | 北原里英 高橋南       | 阿部玛利亚 北原里英   | 阿部玛利亚 平田梨奈 | 松井珠理奈 平田梨奈 | 松井珠理奈 上枝恵美加 |
| D  | 33 34 | 土保瑞希 鈴木玛利亚   | 研 上/A  | 土保瑞希 竹内美宥     | 土保瑞希 渡辺麻友     | 土保瑞希 平田梨奈     | 阿部玛利亚 平田梨奈 | 松井珠理奈 平田梨奈 | 松井珠理奈 上枝恵美加 |
| D  | 35    | 竹内美宥              | B        | 土保瑞希 竹内美宥     | 土保瑞希 渡辺麻友     | 土保瑞希 平田梨奈     | 阿部玛利亚 平田梨奈 | 松井珠理奈 平田梨奈 | 松井珠理奈 上枝恵美加 |
| D  | 36    | 渡辺麻友              | A        | 渡辺麻友 柏木由紀     | 土保瑞希 渡辺麻友     | 土保瑞希 平田梨奈     | 阿部玛利亚 平田梨奈 | 松井珠理奈 平田梨奈 | 松井珠理奈 上枝恵美加 |
| D  | 37    | 柏木由紀              | B        | 渡辺麻友 柏木由紀     | 土保瑞希 渡辺麻友     | 土保瑞希 平田梨奈     | 阿部玛利亚 平田梨奈 | 松井珠理奈 平田梨奈 | 松井珠理奈 上枝恵美加 |
| D  | 38 39 | 加藤玲奈 中田千智     | B K      | 中田千智 平田梨奈     | 平田梨奈 小嶋陽菜     | 土保瑞希 平田梨奈     | 阿部玛利亚 平田梨奈 | 松井珠理奈 平田梨奈 | 松井珠理奈 上枝恵美加 |
| D  | 40    | 平田梨奈              | K        | 中田千智 平田梨奈     | 平田梨奈 小嶋陽菜     | 土保瑞希 平田梨奈     | 阿部玛利亚 平田梨奈 | 松井珠理奈 平田梨奈 | 松井珠理奈 上枝恵美加 |
| D  | 41    | 野澤玲奈              | J/K      | 野澤玲奈 小嶋陽菜     | 平田梨奈 小嶋陽菜     | 土保瑞希 平田梨奈     | 阿部玛利亚 平田梨奈 | 松井珠理奈 平田梨奈 | 松井珠理奈 上枝恵美加 |
| D  | 42    | 小嶋陽菜              | B        | 野澤玲奈 小嶋陽菜     | 平田梨奈 小嶋陽菜     | 土保瑞希 平田梨奈     | 阿部玛利亚 平田梨奈 | 松井珠理奈 平田梨奈 | 松井珠理奈 上枝恵美加 |
| E  | 43 44 | 市川美織 兒玉遥       | B/N H/A  | 市川美織 川荣李奈     | 市川美織 上枝恵美加   | 上枝恵美加 藤江丽奈   | 上枝恵美加 菊地彩香 | 上枝恵美加 大場美奈 | 松井珠理奈 上枝恵美加 |
| E  | 45    | 川荣李奈              | A        | 市川美織 川荣李奈     | 市川美織 上枝恵美加   | 上枝恵美加 藤江丽奈   | 上枝恵美加 菊地彩香 | 上枝恵美加 大場美奈 | 松井珠理奈 上枝恵美加 |
| E  | 46 47 | 上枝恵美加 田中菜津美 | BII H    | 上枝恵美加 仲俣汐里   | 市川美織 上枝恵美加   | 上枝恵美加 藤江丽奈   | 上枝恵美加 菊地彩香 | 上枝恵美加 大場美奈 | 松井珠理奈 上枝恵美加 |
| E  | 48    | 仲俣汐里              | A        | 上枝恵美加 仲俣汐里   | 市川美織 上枝恵美加   | 上枝恵美加 藤江丽奈   | 上枝恵美加 菊地彩香 | 上枝恵美加 大場美奈 | 松井珠理奈 上枝恵美加 |
| E  | 49 50 | 伊豆田莉奈 内田眞由美 | A K      | 伊豆田莉奈 近野莉菜   | 近野莉菜 藤江丽奈     | 上枝恵美加 藤江丽奈   | 上枝恵美加 菊地彩香 | 上枝恵美加 大場美奈 | 松井珠理奈 上枝恵美加 |
| E  | 51    | 近野莉菜              | K        | 伊豆田莉奈 近野莉菜   | 近野莉菜 藤江丽奈     | 上枝恵美加 藤江丽奈   | 上枝恵美加 菊地彩香 | 上枝恵美加 大場美奈 | 松井珠理奈 上枝恵美加 |
| E  | 52    | 佐藤亚美菜            | K        | 佐藤亚美菜 藤江丽奈   | 近野莉菜 藤江丽奈     | 上枝恵美加 藤江丽奈   | 上枝恵美加 菊地彩香 | 上枝恵美加 大場美奈 | 松井珠理奈 上枝恵美加 |
| E  | 53    | 藤江丽奈              | B        | 佐藤亚美菜 藤江丽奈   | 近野莉菜 藤江丽奈     | 上枝恵美加 藤江丽奈   | 上枝恵美加 菊地彩香 | 上枝恵美加 大場美奈 | 松井珠理奈 上枝恵美加 |
| F  | 54 55 | 宮脇咲良 松井咲子     | H A      | 宮脇咲良 菊地彩香     | 菊地彩香 磯原杏華     | 菊地彩香 佐佐木優佳里 | 上枝恵美加 菊地彩香 | 上枝恵美加 大場美奈 | 松井珠理奈 上枝恵美加 |
| F  | 56    | 菊地彩香              | A        | 宮脇咲良 菊地彩香     | 菊地彩香 磯原杏華     | 菊地彩香 佐佐木優佳里 | 上枝恵美加 菊地彩香 | 上枝恵美加 大場美奈 | 松井珠理奈 上枝恵美加 |
| F  | 57 58 | 佐藤堇 大森美優       | A B      | 大森美優 磯原杏華     | 菊地彩香 磯原杏華     | 菊地彩香 佐佐木優佳里 | 上枝恵美加 菊地彩香 | 上枝恵美加 大場美奈 | 松井珠理奈 上枝恵美加 |
| F  | 59    | 磯原杏華              | S        | 大森美優 磯原杏華     | 菊地彩香 磯原杏華     | 菊地彩香 佐佐木優佳里 | 上枝恵美加 菊地彩香 | 上枝恵美加 大場美奈 | 松井珠理奈 上枝恵美加 |
| F  | 60 61 | 内山命 宮前杏実       | KII E    | 内山命 佐佐木優佳里   | 佐佐木優佳里 島崎遥香 | 菊地彩香 佐佐木優佳里 | 上枝恵美加 菊地彩香 | 上枝恵美加 大場美奈 | 松井珠理奈 上枝恵美加 |
| F  | 62    | 佐佐木優佳里          | A        | 内山命 佐佐木優佳里   | 佐佐木優佳里 島崎遥香 | 菊地彩香 佐佐木優佳里 | 上枝恵美加 菊地彩香 | 上枝恵美加 大場美奈 | 松井珠理奈 上枝恵美加 |
| F  | 63    | 島崎遥香              | B        | 島崎遥香 田名部生来   | 佐佐木優佳里 島崎遥香 | 菊地彩香 佐佐木優佳里 | 上枝恵美加 菊地彩香 | 上枝恵美加 大場美奈 | 松井珠理奈 上枝恵美加 |
| F  | 64    | 田名部生来            | B        | 島崎遥香 田名部生来   | 佐佐木優佳里 島崎遥香 | 菊地彩香 佐佐木優佳里 | 上枝恵美加 菊地彩香 | 上枝恵美加 大場美奈 | 松井珠理奈 上枝恵美加 |
| G  | 65 66 | 入山杏奈 野中美乡     | A B      | 野中美乡 名取稚菜     | 名取稚菜 松本梨奈     | 名取稚菜 湯本亞美     | 名取稚菜 大場美奈   | 上枝恵美加 大場美奈 | 松井珠理奈 上枝恵美加 |
| G  | 67    | 名取稚菜              | B        | 野中美乡 名取稚菜     | 名取稚菜 松本梨奈     | 名取稚菜 湯本亞美     | 名取稚菜 大場美奈   | 上枝恵美加 大場美奈 | 松井珠理奈 上枝恵美加 |
| G  | 68 69 | 松本梨奈 片山陽加     | KII B    | 松本梨奈 岩佐美咲     | 名取稚菜 松本梨奈     | 名取稚菜 湯本亞美     | 名取稚菜 大場美奈   | 上枝恵美加 大場美奈 | 松井珠理奈 上枝恵美加 |
| G  | 70    | 岩佐美咲              | B        | 松本梨奈 岩佐美咲     | 名取稚菜 松本梨奈     | 名取稚菜 湯本亞美     | 名取稚菜 大場美奈   | 上枝恵美加 大場美奈 | 松井珠理奈 上枝恵美加 |
| G  | 71 72 | 山内鈴蘭 小林莉加子   | B BII    | 山内鈴蘭 梅田彩佳     | 梅田彩佳 湯本亚美     | 名取稚菜 湯本亞美     | 名取稚菜 大場美奈   | 上枝恵美加 大場美奈 | 松井珠理奈 上枝恵美加 |
| G  | 73    | 梅田彩佳              | B        | 山内鈴蘭 梅田彩佳     | 梅田彩佳 湯本亚美     | 名取稚菜 湯本亞美     | 名取稚菜 大場美奈   | 上枝恵美加 大場美奈 | 松井珠理奈 上枝恵美加 |
| G  | 74    | 中村麻里子            | B        | 中村麻里子 湯本亚美   | 梅田彩佳 湯本亚美     | 名取稚菜 湯本亞美     | 名取稚菜 大場美奈   | 上枝恵美加 大場美奈 | 松井珠理奈 上枝恵美加 |
| G  | 75    | 湯本亚美              | 研       | 中村麻里子 湯本亚美   | 梅田彩佳 湯本亚美     | 名取稚菜 湯本亞美     | 名取稚菜 大場美奈   | 上枝恵美加 大場美奈 | 松井珠理奈 上枝恵美加 |
| H  | 76 77 | 大島優子 白間美瑠     | K N      | 白間美瑠 大島涼花     | 大島涼花 大場美奈     | 大場美奈 大家志津香   | 名取稚菜 大場美奈   | 上枝恵美加 大場美奈 | 松井珠理奈 上枝恵美加 |
| H  | 78    | 大島涼花              | A        | 白間美瑠 大島涼花     | 大島涼花 大場美奈     | 大場美奈 大家志津香   | 名取稚菜 大場美奈   | 上枝恵美加 大場美奈 | 松井珠理奈 上枝恵美加 |
| H  | 79    | 大場美奈              | B/KII    | 大場美奈 倉持明日香   | 大島涼花 大場美奈     | 大場美奈 大家志津香   | 名取稚菜 大場美奈   | 上枝恵美加 大場美奈 | 松井珠理奈 上枝恵美加 |
| H  | 80    | 倉持明日香            | K        | 大場美奈 倉持明日香   | 大島涼花 大場美奈     | 大場美奈 大家志津香   | 名取稚菜 大場美奈   | 上枝恵美加 大場美奈 | 松井珠理奈 上枝恵美加 |
| H  | 81 82 | 佐藤聖羅 市野成美     | S E      | 市野成美 小柳有沙     | 小柳有沙 大家志津香   | 大場美奈 大家志津香   | 名取稚菜 大場美奈   | 上枝恵美加 大場美奈 | 松井珠理奈 上枝恵美加 |
| H  | 83    | 小柳有沙              | M        | 市野成美 小柳有沙     | 小柳有沙 大家志津香   | 大場美奈 大家志津香   | 名取稚菜 大場美奈   | 上枝恵美加 大場美奈 | 松井珠理奈 上枝恵美加 |
| H  | 84    | 鈴木紫帆里            | K        | 鈴木紫帆里 大家志津香 | 小柳有沙 大家志津香   | 大場美奈 大家志津香   | 名取稚菜 大場美奈   | 上枝恵美加 大場美奈 | 松井珠理奈 上枝恵美加 |
| H  | 85    | 大家志津香            | B        | 鈴木紫帆里 大家志津香 | 小柳有沙 大家志津香   | 大場美奈 大家志津香   | 名取稚菜 大場美奈   | 上枝恵美加 大場美奈 | 松井珠理奈 上枝恵美加 |

## 比賽結果
下表中所列的「選拔次數」是指自AKB48第一張正式出版的單曲唱片《好想見你》（会いたかった）開始起算，直至第33張單曲唱片《心电》為止，在所有的主要發行單曲唱片之中，獲選「選拔成員」名單、參與主要A面曲演唱的次數。
第3至第16名的名次，是在9月23日于幕張展覽館举办的《恋爱的幸运饼干》发行纪念大握手会的后台猜拳决定的。
| 名次   | 參賽編號 | 姓名           | 所屬隊伍 | 選抜次數 | 附註                                                 |
| ------ | -------- | -------------- | -------- | -------- | ---------------------------------------------------- |
| 第1名  | 1        | 松井珠理奈     | S/K      | 21       | AKB48初次单曲单独center                              |
| 第2名  | 46       | 上枝惠美加     | BII      | 初       | Team BII首名进入选拔成员 NMB48 3期生首名进入选拔成员 |
| 第3名  | 40       | 平田梨奈       | K        | 初       |                                                      |
| 第4名  | 79       | 大場美奈       | B/KII    | 初       |                                                      |
| 第5名  | 27       | 阿部玛利亚 （阿部マリア) | K        | 3        | 曾在第三次猜拳大会入围选拔成员                       |
| 第6名  | 67       | 名取稚菜       | B        | 初       |                                                      |
| 第7名  | 15       | 田野優花       | A        | 初       |                                                      |
| 第8名  | 56       | 菊地彩香 （菊地あやか)   | A        | 5        |                                                      |
| 第9名  | 85       | 大家志津香     | B        | 1        | 曾在第二次猜拳大会入围选拔成员                       |
| 第10名 | 30       | 北原里英       | K        | 19       | 曾在第二次猜拳大会入围选拔成员                       |
| 第11名 | 53       | 藤江丽奈 （藤江れいな)   | B        | 4        | 曾在第二次猜拳大会入围选拔成员                       |
| 第12名 | 10       | 鵜野瑞希 （鵜野みずき)   | 難研     | 初       |                                                      |
| 第13名 | 33       | 土保瑞希       | 研       | 初       | AKB48 15期生首名进入选拔成员                         |
| 第14名 | 62       | 佐佐木優佳里   | A        | 初       |                                                      |
| 第15名 | 20       | 古畑奈和       | E/K      | 初       | SKE48 5期生首名进入选拔成员                          |
| 第16名 | 75       | 湯本亚美       | 研       | 初       | AKB48 15期生首名进入选拔成员                         |

## 備注
1. ↑  此後的猜拳大會從單曲選拔制改為優勝個人出道制。
2. ↑  包括SKE48兼任的松井珠理奈与古畑奈和、NMB48兼任的渡辺美優紀与矢倉楓子、HKT48兼任的兒玉遥、JKT48兼任的高城亚樹与野澤玲奈及SNH48兼任的鈴木瑪莉亞 。
3. ↑  松井珠理奈与古畑奈和除外。
4. ↑  渡辺美優紀与矢倉楓子除外。
5. ↑  兒玉遥除外。
6. ↑  仲俣汐里因将在9月23日毕业辞退猜拳大會出席資格而成為空席。
7. ↑  小林莉加子因身体不适暂停活动辞退猜拳大會出席資格而成為空席。

## 外部連結
- AKB48第34張單曲選拔猜拳大會官方網站（页面存档备份，存于）（日語）